# 3372 Bratijchuk
3372 Bratijchuk este un asteroid din centura principală, descoperit pe 24 septembrie 1976 de Nikolai Cernîh.